# Apikální komplex

Umístění částí apikálního komplexu v těle výtrusovců:
1 – polární prstence
2 – konoid
3 – mikronemy
4 – roptrie
9 – subpelikulární mikrotubuly

Apikální komplex je soubor organel určený pro průnik do hostitelské buňky. Vyskytuje se u sporozoitických a merozoitických stádií výtrusovců (Apicomplexa), jejichž vědecký název je od něj odvozen. Mezi organely apikálního komplexu patří polární prstence, konoid, mikronemy, rhoptrie a subpelikulární mikrotubuly. Komplex je kryt pelikulou.
Apikální komplex byl poprvé pozorován v roce 1954 u Toxoplasma gondii pomocí elektronového mikroskopu a intenzivně zkoumán zvláště v období od 50. do 70. let 20. století.